# Altamont (Oregon)
Altamont az Amerikai Egyesült Államok északnyugati részén, Oregon állam Klamath megyéjében, Klamath Fallstól délre elhelyezkedő statisztikai település. A 2020. évi népszámlálási adatok alapján 20 233 lakosa van. Területe 22,6 km², melynek 100%-a szárazföld.
A közösséget egy elmélet szerint Jay Beach helyi zsoké nevezte el az azonos nevű ügetőpálya után. A helyi postahivatal 1895 és 1902 között működött.

## Népesség

### 2010
A 2010-es népszámláláskor  19 257 lakója, 7778 háztartása és 5213 családja volt. A népsűrűség 852,1 fő/km2. A lakóegységek száma 8457, sűrűségük 367,7 db/km2. A lakosok 86,4%-a fehér, 0,7%-a afroamerikai, 3,8%-a indián, 0,8%-a ázsiai, 0,1%-a a Csendes-óceáni szigetekről származik, 4,3%-a egyéb, 3,9%-a pedig kettő vagy több etnikumú. A spanyol vagy latino származásúak aránya 10,5% (9% mexikói, 0,3% Puerto Ricó-i, 0,1% kubai, 1,2% egyéb spanyol vagy latino származású.)
A háztartások 28,5%-ában élt 18 évnél fiatalabb. 48,7% házas, 12,8% egyedülálló nő, 5,5% egyedülálló férfi, 33% pedig nem család. 26,8% egyedül élt; 12,2%-uk 65 éves vagy idősebb. Egy háztartásban átlagosan 2,46 személy élt; a családok átlagmérete 2,93 fő.
A medián életkor 39,6 év volt. Lakóinak 24,4%-a 18 évesnél fiatalabb, 5,7% 18 és 24 év közötti, 24%-uk 25 és 44 év közötti, 25,6%-uk 45 és 64 év közötti, 17,9%-uk pedig 65 éves vagy idősebb. A lakosok 48,2%-a férfi, 51,8%-a pedig nő.

### 2000
A 2000-es népszámláláskor   19 603 lakója, 7777 háztartása és 5421 családja volt. A népsűrűség 867,4 fő/km2. A lakóegységek száma 8315, sűrűségük 361,5 db/km2. A lakosok 88,6%-a fehér, 0,6%-a afroamerikai, 3,5%-a indián, 0,8%-a ázsiai, 0,1%-a a Csendes-óceáni szigetekről származik, 2,8%-a egyéb-, 3,5%-a pedig kettő vagy több etnikumú. A spanyol vagy latino származásúak aránya 6,8% (5,2% mexikói, 0,2% Puerto Ricó-i, 0,1% kubai, 1,3% pedig egyéb spanyol/latino származású.)
A háztartások 31,5%-ában élt 18 évnél fiatalabb. 53,5% házas, 12% egyedülálló nő; 30,3% pedig nem család. 25% egyedül élt; 12,4%-uk 65 éves vagy idősebb. Egy háztartásban átlagosan 2,51 személy élt; a családok átlagmérete 2,96 fő.
Lakóinak 26,7%-a 18 évesnél fiatalabb, 5,4% 18 és 24 év közötti, 25,8%-uk 25 és 44 év közötti, 22,9%-uk 45 és 64 év közötti, 16,8%-uk pedig 65 éves vagy idősebb. A medián életkor 37,8 év volt. Minden 100 nőre 94,9 férfi jut; a 18 évnél idősebb nőknél ez az arány 90,2.
A háztartások medián bevétele 31 831 amerikai dollár, ez az érték családoknál $37 715. A férfiak medián keresete $31 229, míg a nőké $22 495. Az egy főre jutó bevétel (PCI) $15 957. A családok 9,4%-a, a teljes népesség 13,7%-a élt létminimum alatt; a 18 év alattiaknál ez a szám 19,4%, a 65 évnél idősebbeknél pedig 6,4%.

## Fordítás
Ez a szócikk részben vagy egészben  az   Altamont, Oregon című angol Wikipédia-szócikk ezen változatának fordításán alapul.  Az eredeti cikk szerkesztőit annak laptörténete sorolja fel. Ez a jelzés csupán a megfogalmazás eredetét és a szerzői jogokat jelzi, nem szolgál a cikkben szereplő információk forrásmegjelöléseként.